# Vincent Thill
Vincent Thill (Cidade de Luxemburgo, 4 de fevereiro de 2000) é um futebolista luxemburguês que atua como meia. Atualmente, joga no Sabah Futbol Klubu.

## Carreira
Em 26 de maio de 2016, Vincent Thill assinou seu primeiro contrato profissional com o Metz, com duração de três temporadas até 30 de junho de 2019.
Estreou como profissional em 21 de setembro de 2016, na derrota por 3–0 contra o Bordeaux. Com 16 anos e 230 dias se tornou o primeiro jogador nascido nos anos 2000 a jogar em uma das 5 principais ligas europeias.

## Seleção Luxemburguesa
É o jogador mais jovem a marcar gol pela seleção, na derrota por 3-1 para a Nigéria em 2016.

## Estatísticas
Atualizado até 2 de abril de 2017

### Clubes
| Equipe            | Temporada         | Campeonato nacional | Campeonato nacional | Copa nacional | Copa nacional | Competições continentais | Competições continentais | Total | Total |
| Equipe            | Temporada         | Jogos               | Gols                | Jogos         | Gols          | Jogos                    | Gols                     | Jogos | Gols  |
| ----------------- | ----------------- | ------------------- | ------------------- | ------------- | ------------- | ------------------------ | ------------------------ | ----- | ----- |
| Metz II           | 2016–17           | 8                   | 0                   | –             | –             | –                        | –                        | 8     | 0     |
| Metz II           | Total             | 8                   | 0                   | –             | –             | –                        | –                        | 8     | 0     |
| Metz              | 2016–17           | 1                   | 0                   | 1             | 0             | –                        | –                        | 2     | 0     |
| Metz              | Total             | 1                   | 0                   | 1             | 0             | –                        | –                        | 2     | 0     |
| Total na carreira | Total na carreira | 9                   | 0                   | 1             | 0             | 0                        | 0                        | 10    | 0     |

### Seleção Luxemburguesa
Expanda a caixa de informações para conferir todos os jogos deste jogador, pela sua seleção nacional.
Sub-17
|    | Data                  | Local                         | Resultado | Adversário | Gol(s) | Competição                |
| -- | --------------------- | ----------------------------- | --------- | ---------- | ------ | ------------------------- |
| 1. | 24 de outubro de 2015 | Terrain Kuerzwénkel, Consdorf | 1–6       | Sérvia     | 1      | Elim. Europeu Sub-17 2016 |
| 2. | 26 de outubro de 2015 | Henri Dunant, Beggen          | 1–2       | Áustria    | 1      | Elim. Europeu Sub-17 2016 |

Seleção Principal
|    | Data                   | Local                          | Resultado | Adversário           | Gol(s) | Competição               |
| -- | ---------------------- | ------------------------------ | --------- | -------------------- | ------ | ------------------------ |
| 1. | 25 de março de 2016    | Stade Josy Barthel, Luxemburgo | 0–3       | Bósnia e Herzegovina | 0      | Amistoso                 |
| 2. | 31 de maio de 2016     | Stade Josy Barthel, Luxemburgo | 1–3       | Nigéria              | 1      | Amistoso                 |
| 3. | 2 de setembro de 2016  | Skonto Stadium, Riga           | 1–3       | Letónia              | 0      | Amistoso                 |
| 4. | 6 de setembro de 2016  | Nacional Vasil Levski, Sófia   | 3–4       | Bulgária             | 0      | Elim. Copa do Mundo 2018 |
| 5. | 7 de outubro de 2016   | Stade Josy Barthel, Luxemburgo | 0–1       | Suécia               | 0      | Elim. Copa do Mundo 2018 |
| 6. | 10 de outubro de 2016  | Borisov Arena, Borisov         | 1–1       | Bielorrússia         | 0      | Elim. Copa do Mundo 2018 |
| 7. | 13 de novembro de 2016 | Stade Josy Barthel, Luxemburgo | 1–3       | Países Baixos        | 0      | Elim. Copa do Mundo 2018 |
| 8. | 4 de junho de 2017     | Stade Josy Barthel, Luxemburgo | 2–1       | Albânia              | 0      | Amistoso                 |
| 9. | 9 de junho de 2017     | De Kuip, Roterdã               | 0–5       | Países Baixos        | 0      | Elim. Copa do Mundo 2018 |

## Títulos

### Prêmios individuais
- 60 jovens promessas do futebol mundial de 2017 (The Guardian)[5]